# Dorothy Savile, viscontessa Halifax
Lady Dorothy Spencer, viscontessa Halifax (Althorp, 1640 – 16 dicembre 1670), è stata una nobildonna inglese.

## Biografia
Figlia di Henry Spencer, I conte di Sunderland e di Dorothy Sidney, fu la prima moglie di George Savile, I marchese di Halifax.
Dorothy e George si sposarono il 29 dicembre 1656, nella chiesa di St. Giles in the Fields a Londra. Ebbero due figli:
- William Savile, II marchese di Halifax (1665-1700);
- Anne Savile, contessa di Carberry (1663-1690);

Quando George Savile venne creato visconte, nel 1667, Dorothy era ancora in vita, ma morì soli tre anni dopo, il 16 dicembre 1670, prima che il marito fosse elevato al rango di marchese. George Savile si risposò nel 1672 con Gertrude Pierrepont, figlia di William Pierrepont di Thoresby.